# Satellite Award du meilleur film
Le Satellite Award du meilleur film (Satellite Award for Best Motion Picture) est une récompense cinématographique américaine décernée depuis 1997 par l'International Press Academy récompensant les meilleurs films sortis au cours de l'année écoulée.
De 2011 à 2017, la catégorie résulte de la fusion des catégories Meilleur film dramatique (Satellite Award for Best Film – Drama) et Meilleur film musical ou comédie (Satellite Award for Best Film – Musical or Comedy).
Depuis 2018, les 2 catégories, à savoir Meilleur film dramatique et Meilleur film musical ou une comédie, sont recréées.

## Palmarès
Note : les gagnants sont indiqués en gras.
Le symbole ♕ rappelle le gagnant et ♙ une nomination à l'Oscar du meilleur film.

### Années 1990
De 1996 à 2010, 2 catégories : Meilleur film dramatique et Meilleur film musical ou comédie.
- 1997 : 
  - Meilleur film dramatique : Fargo ♙
    - Le Patient anglais (The English Patient) ♕
    - Lone Star
    - Secrets et Mensonges (Secrets and Lies) ♙
    - Shine ♙
    - Trainspotting

  - Meilleur film musical ou comique : Evita
    - La Ferme du mauvais sort (Cold Comfort Farm)
    - Tout le monde dit I love you (Everyone Says I Love You)
    - Flirter avec les embrouilles (Flirting with Disaster)
    - Swingers

- 1998 : 
  - Meilleur film dramatique : Titanic ♕
    - Amistad
    - Boogie Nights
    - Will Hunting
    - L.A. Confidential ♙

  - Meilleur film musical ou comique : Pour le pire et pour le meilleur (As Good as It Gets) ♙
    - Harry dans tous ses états (Deconstructing Harry)
    - The Full Monty - Le Grand Jeu (The Full Monty) ♙
    - In and Out
    - Le Mariage de mon meilleur ami (My Best Friend's Wedding)

- 1999 : 
  - Meilleur film dramatique : La Ligne rouge (The Thin Red Line) ♙
    - Elizabeth ♙
    - Le Général (The General)
    - Ni dieux ni démons (Gods and Monsters)
    - Il faut sauver le soldat Ryan  (Saving Private Ryan) ♙

  - Meilleur film musical ou comique : Shakespeare in Love ♕
    - Little Voice
    - Pleasantville
    - Vieilles Canailles (Waking Ned)
    - Vous avez un message (You've Got Mail)

### Années 2000
- 2000 : 
  - Meilleur film dramatique : Révélations (The Insider) ♙
    - American Beauty ♕
    - Boys Don't Cry
    - Magnolia
    - La neige tombait sur les cèdres (Snow falling on cedars)
    - Le Talentueux Mr Ripley (The Talented Mr. Ripley)

  - Meilleur film musical ou comique : Dans la peau de John Malkovich (Being John Malkovich)
    - Bowfinger, roi d'Hollywood (Bowfinger)
    - Dick, les dessous de la présidence (Dick)
    - L'Arriviste (Election)
    - Un mari idéal (An Ideal Husband)
    - Coup de foudre à Notting Hill (Notting Hill)

- 2001 : 
  - Meilleur film dramatique : Traffic ♙
    - Billy Elliot
    - Dancer in the Dark
    - Erin Brockovich, seule contre tous (Erin Brockovich) ♙
    - Gladiator ♕
    - Quills, la plume et le sang (Quills)

  - Meilleur film musical ou comique : Nurse Betty 
  - Presque célèbre (Almost Famous)
  - Bêtes de scène (Best in show)
  - O'Brother (O Brother, Where Art Thou ?)
  - Séquences et conséquences (State and Main)
  - Wonder Boys

- 2002 : 
  - Meilleur film dramatique : In the Bedroom ♙
    - Bleu profond (The Deep End)
    - Memento
    - Les Autres (The Others)
    - Sexy Beast

  - Meilleur film musical ou comique : Moulin Rouge (Moulin Rouge!) ♙
    - Le Journal de Bridget Jones (Bridget Jones’s Diary)
    - Gosford Park ♙
    - Hedwig and the Angry Inch
    - La Famille Tenenbaum (The Royal Tenenbaums)

- 2003 : 
  - Meilleur film dramatique : Loin du paradis (Far from Heaven)
    - Antwone Fisher
    - The Hours ♙
    - Le Seigneur des anneaux : Les Deux Tours (The Lord of the Rings: The Two Towers) ♙
    - Un Américain bien tranquille (The Quiet American)
    - Les Sentiers de la perdition (Road to Perdition)

  - Meilleur film musical ou comique : Mariage à la grecque (My Big Fat Greek Wedding) 
    - Pour un garçon (About a Boy)
    - Adaptation
    - Chicago ♕
    - Igby
    - Punch-Drunk Love

- 2004 : 
  - Meilleur film dramatique : In America
    - Le Dernier Samouraï (The Last Samurai)
    - Le Seigneur des anneaux : Le Retour du roi (The Lord of the Rings: The Return of the King) ♕
    - Master and Commander : De l'autre côté du monde (Master and Commander: The Far Side of the World) ♙
    - Mystic River ♙
    - Thirteen
    - Paï (Whale Rider)

  - Meilleur film musical ou comique : Lost in Translation ♙
    - American Splendor
    - Joue-la comme Beckham (Bend It Like Beckham)
    - Pirates des Caraïbes : La Malédiction du Black Pearl (Pirates of the Caribbean: The Curse of the Black Pearl)
    - A Mighty Wind
    - Bad Santa

- 2005 (janvier) : 
  - Meilleur film dramatique : Hotel Rwanda
    - Aviator (The Aviator) ♙
    - Kill Bill : Vol. 2
    - Dr Kinsey (Kinsey)
    - Maria, pleine de grâce  (María, llena eres de gracia)
    - Vera Drake

  - Meilleur film musical ou comique : Sideways ♙
    - Le Marchand de Venise (William Shakespeare's, The Merchant of Venice)
    - Ray ♙
    - Napoleon Dynamite
    - La Vie aquatique (The Life Aquatic with Steve Zissou)
    - Le Fantôme de l'Opéra (The Phantom of the Opera)

- 2005 (décembre) : 
  - Meilleur film dramatique : Le Secret de Brokeback Mountain (Brokeback Mountain) ♙
    - A History of Violence
    - Truman Capote ♙
    - De l'ombre à la lumière (Cinderella Man)
    - Mémoires d'une geisha (Memoirs of a Geisha)
    - The War Within

  - Meilleur film musical ou comique : Walk the Line 
    - Happy Endings
    - Hustle et Flow
    - Crazy Kung Fu (功夫)
    - Rent
    - Shopgirl

- 2006 : 
  - Meilleur film dramatique : Les Infiltrés (The Departed) ♕
    - Babel ♙
    - Mémoires de nos pères  (Flags of Our Fathers)
    - Half Nelson 
    - Le Dernier Roi d'Écosse (The Last King of Scotland)
    - Little Children
    - The Queen ♙

  - Meilleur film musical ou comique : Dreamgirls 
    - Le Diable s'habille en Prada (The Devil Wears Prada)
    - Little Miss Sunshine ♙
    - L'Incroyable Destin de Harold Crick
    - Thank You for Smoking
    - Venus

- 2007[1] : 
  - Meilleur film dramatique : No Country for Old Men ♕
    - 3 h 10 pour Yuma (3:10 to Yuma)
    - Loin d'elle (Away from Her)
    - 7 h 58 ce samedi-là (Before the Devil Knows You're Dead)
    - Les Promesses de l'ombre (Eastern Promises)
    - The Lookout

  - Meilleur film musical ou comique : Juno ♙
    - Hairspray
    - En cloque, mode d'emploi (Knocked Up)
    - Une fiancée pas comme les autres (Lars and the Real Girl)
    - Margot va au mariage (Margot at the Wedding)
    - Shoot 'Em Up : Que la partie commence (Shoot 'Em Up)

- 2008[2] : 
  - Meilleur film dramatique : Slumdog Millionaire ♕
    - Frost/Nixon ♙
    - Frozen River
    - Harvey Milk (Milk) ♙
    - The Reader ♙
    - Les Noces rebelles (Revolutionnary Road)

  - Meilleur film musical ou comique : Be Happy (Happy-Go-Lucky)
    - Choke
    - Bons baisers de Bruges (In Bruges)
    - Une nuit à New York (Nick and Norah's Infinite Playlist)
    - Tonnerre sous les tropiques (Tropic Thunder)
    - Vicky Cristina Barcelona

- 2009[3] : 
  - Meilleur film dramatique : Démineurs (The Hurt Locker) ♕
    - Bright Star
    - Une éducation (An Education) ♙
    - The Messenger
    - Precious (Precious: Based on the Novel "Push" by Sapphire) ♙
    - The Stoning of Soraya M. (سنگسار ثريا م)

  - Meilleur film musical ou comique : Nine
    - Julie et Julia (Julie and Julia)
    - In the Air (Up in the Air) ♙
    - The Informant!
    - A Serious Man ♙
    - Pas si simple (It's Complicated)

### Années 2010
- 2010[4] : 
  - Meilleur film dramatique : The Social Network ♙
    - 127 Heures (127 Hours) ♙
    - Animal Kingdom
    - Blue Valentine
    - Le Discours d'un roi (The King's Speech) ♕
    - Get Low
    - The Ghost Writer
    - Inception ♙
    - The Town
    - Winter's Bone ♙

  - Meilleur film musical ou comique : Scott Pilgrim (Scott Pilgrim vs. the World)
    - Cyrus
    - Tout va bien, The Kids Are All Right (The Kids Are All Right) ♙
    - We Want Sex Equality (Made in Dagenham)
    - Very Bad Cops (The Other Guys)
    - La Beauté du geste (Please Give)
    - Red

Depuis 2011, fusion en une seule catégorie : Meilleur film.
- 2011[5] : The Descendants
  - The Artist
  - Drive
  - La Couleur des sentiments (The Help)
  - Hugo Cabret (Hugo)
  - Minuit à Paris (Midnight in Paris)
  - Shame
  - Le Stratège (Moneyball)
  - La Taupe (Tinker, Tailor, Soldier, Spy)
  - Cheval de guerre (War Horse)

- 2012[6] : Happiness Therapy (Silver Linings Playbook)
  - Argo
  - Les Bêtes du Sud sauvage (Beasts of the Southern Wild)
  - Lincoln
  - Moonrise Kingdom
  - Les Misérables
  - L'Odyssée de Pi (Life Of Pi)
  - Skyfall
  - Zero Dark Thirty

- 2014 : Twelve Years a Slave
  - All Is Lost
  - American Bluff (American Hustle)
  - Blue Jasmine
  - Capitaine Phillips (Captain Phillips)
  - Dans l'ombre de Mary (Saving Mr. Banks)
  - Gravity
  - Inside Llewyn Davis
  - Le Loup de Wall Street (The Wolf of Wall Street)
  - Philomena

- 2015 : Birdman
  - Boyhood
  - Gone Girl
  - The Grand Budapest Hotel
  - Imitation Game (The Imitation Game)
  - Love Is Strange
  - Mr. Turner
  - Selma
  - Une merveilleuse histoire du temps (The Theory of Everything)
  - Whiplash

- 2016 : Spotlight
  - The Big Short : Le Casse du siècle (The Big Short)
  - Brooklyn
  - Carol
  - Le Pont des espions (Bridge of Spies)
  - The Revenant
  - Room
  - Seul sur Mars (The Martian)
  - Sicario
  - Strictly Criminal (Black Mass)

Depuis 2016, deux vainqueurs sont désignés: un, produit par les majors du cinéma et un pour le cinéma indépendant
- 2017 : La La Land (major) 
 Manchester by the Sea (indépendant)
  - Captain Fantastic
  - Fences
  - Tu ne tueras point (Hacksaw Ridge)
  - Comancheria (Hell or High Water)
  - Les Figures de l'ombre (Hidden Figures)
  - Jackie
  - Lion
  - Loving
  - Moonlight
  - Nocturnal Animals

- 2018 : Three Billboards : Les Panneaux de la vengeance (Three Billboards Outside Ebbing, Missouri) (major) 
 Seule la Terre (God's Own Country) (indépendant)
  - The Big Sick
  - Call Me by Your Name
  - Dunkerque (Dunkirk)
  - Get Out
  - Moi, Tonya (I, Tonya)
  - Lady Bird
  - Mudbound
  - La Forme de l'eau (The Shape of Water)

Depuis 2018, 2 catégories : Meilleur film dramatique et Meilleur film musical ou comédie.
- 2019 :
  - Meilleur film dramatique : Si Beale Street pouvait parler (If Beale Street Could Talk)
    - Black Panther
    - First Man : Le Premier Homme sur la Lune (First Man)
    - Hérédité (Hereditary)
    - Marie Stuart, reine d'Écosse (Mary Queen of Scots)
    - Les Veuves (Widows)

  - Meilleur film musical ou comédie : A Star Is Born
    - Crazy Rich Asians
    - La Favorite (The Favourite)
    - Green Book : Sur les routes du Sud (Green Book)
    - Le Retour de Mary Poppins (Mary Poppins Returns)
    - Nico, 1988

  - Meilleur film indépendant : BlacKkKlansman : J'ai infiltré le Ku Klux Klan
    - Eighth Grade
    - Sur le chemin de la rédemption (First Reformed)
    - Leave No Trace
    - Private Life
    - Private War

### Années 2020
- 2020 :
  - Meilleur film dramatique :  Le Mans 66 (Ford v. Ferrari)
    - 1917
    - Scandale (Bombshell)
    - Burning Cane (en)
    - Joker
    - The Lighthouse
    - Marriage Story
    - Les Deux Papes (The Two Popes)

  - Meilleur film musical ou comédie : Once Upon a Time… in Hollywood
    - L'Adieu (The Farewell)
    - Queens (Hustlers)
    - À couteaux tirés (Knives Out)
    - Rocketman
    - Uncut Gems

- 2021 :
  - Meilleur film dramatique : Nomadland
    - Le Blues de Ma Rainey (Ma Rainey's Black Bottom)
    - Les Sept de Chicago (The Trial of the Chicago 7)
    - Minari
    - Miss Juneteenth (en)
    - One Night in Miami
    - Promising Young Woman
    - Sound of Metal
    - Tenet
    - The Father

  - Meilleur film musical ou comédie : 40 ans, toujours dans le flow (The Forty-Year-Old Version)
    - Borat, nouvelle mission filmée (Borat Subsequent Moviefilm: Delivery of Prodigious Bribe to American Regime for Make Benefit Once Glorious Nation of Kazakhstan)
    - Hamilton
    - On the Rocks
    - Palm Springs
    - L'Histoire personnelle de David Copperfield (The Personal History of David Copperfield)

- 2022 :
  - Meilleur film dramatique : Belfast
    - Coda
    - Dune
    - East of the Mountains
    - La Méthode Williams (King Richard)
    - The Lost Daughter
    - The Power of the Dog
    - Spencer

  - Meilleur film musical ou comédie : Tick, Tick... Boom!
    - Cyrano
    - The French Dispatch
    - D'où l'on vient (In the Heights)
    - Licorice Pizza
    - Respect

- 2023 :
  - Meilleur film dramatique : Top Gun: Maverick
  - Avatar : La Voie de l'eau (Avatar: The Way of Water)
  - Black Panther: Wakanda Forever
  - The Fabelmans
  - Vivre (Living)
  - Tár
  - Emmett Till (Till)
  - Women Talking
  - Meilleur film musical ou comédie : Everything Everywhere All at Once
  - Les Banshees d'Inisherin
  - Elvis
  - Glass Onion : Une histoire à couteaux tirés
  - Sans filtre (Triangle of Sadness)
  - RRR

- 2024 :
  - Meilleur film dramatique : Oppenheimer
  - Ferrari
  - Killers of the Flower Moon
  - Maestro
  - May December
  - Past Lives – Nos vies d'avant
  - Meilleur film musical ou comédie : Winter Break (The Holdovers)
  - American Fiction
  - Barbie
  - Dream Scenario
  - Pauvres Créatures (Poor Things)
  - Scrapper

- 2025 :
  - Meilleur film dramatique : The Brutalist
  - Cabrini
  - Conclave
  - Dune, deuxième partie (Dune: Part Two)
  - Nickel Boys
  - The Order
  - Sing Sing
  - Young Woman and the Sea
  - Meilleur film musical ou comédie : Anora
  - Ghostlight
  - Hit Man
  - LaRoy
  - A Real Pain
  - The Substance
  - Thelma
  - Wicked